# 広東攻略戦
広東攻略戦（かんとんこうりゃくせん）は、日中戦争の初期に武漢作戦と同時に行われた戦いであり、蔣介石政権の対外連絡線遮断を目的とした。日本陸軍は「波号」作戦、日本海軍は「Z号」作戦と呼称した。

## 背景
徐州会戦後南京を追われた蔣介石は、漢口に政府を移して日本軍に対し徹底抗戦を続け、事変解決へは至らなかった。そのため、戦局の不拡大方針をとってきた大本営は戦略の大転換をし積極攻勢に転じた。武漢作戦と本作戦は、一気に漢口を攻略し同時に援蔣ルートの重要拠点である広東も攻略して蔣介石を追いつめ、戦争解決の糸口をつかもうというものであった。

## 作戦

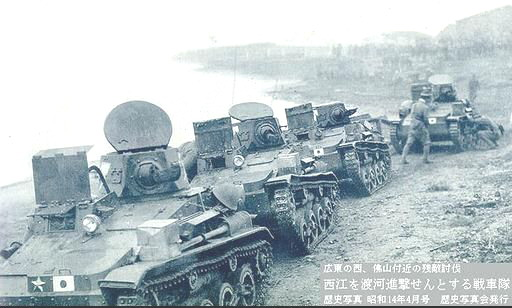
仏山での戦闘

昭和13年（1938年）9月19日大陸命第201号により広東の攻略が下令され、第21軍の各部隊は、大連・青島・上海の各港から輸送船にて馬公要港部の置かれていた澎湖島馬公に集結、敵前上陸に要する資材を積み込み、中国沿岸に向かった。そして、主力の第18師団および第104師団と第5師団の一部は、10月12日バイアス湾に奇襲上陸を敢行した。上陸した各部隊は、一挙に内陸部まで兵を進め、10月15日には恵州を陥とし、10月19日には増城を占領した。広東方面の中国軍は武漢防衛のため兵力を割かれていたこともあり、迎撃は散発的なものであり、10月21日に広州に入城した。一方、主力と分かれ珠江を遡行して虎門要塞と三水を占領した第5師団も順調に作戦を展開し、10月29日には広東入りして第21軍主力と合流した。

## その後
武漢・広東を攻略した日本軍は、ここで積極拡大策を中止し長期持久戦に入る。そして攻略によって事変解決をはかろうとするが、実際にはますます泥沼にはまりこんでいった。

## 参加兵力

### 日本軍

#### 日本陸軍
- 第21軍（指揮官：古荘幹郎）
  - 第5師団
  - 第18師団
  - 第104師団

#### 日本海軍
- 第五艦隊（指揮官：塩沢幸一）

### 中国軍
- 第四戦区第12軍集団（指揮官：余漢謀）
  - 第62軍
    - 第151師
    - 第152師

  - 第63軍
    - 第153師
    - 第154師

  - 第65軍
    - 第156師
    - 第157師
    - 第158師
- 海軍部隊
- 空軍部隊